# Grevillea integrifolia
Grevillea integrifolia är en tvåhjärtbladig växtart. Grevillea integrifolia ingår i släktet Grevillea och familjen Proteaceae.

## Underarter
Arten delas in i följande underarter:
- G. i. ceratocarpa
- G. i. incrassata
- G. i. integrifolia